# 德列克·基爾默
德列克·基爾默（英語：Derek Kilmer；1974年1月1日—）是美国的一位政治人物。自2013年開始，他是华盛顿州第6選舉區選出的聯邦眾議員。他的黨籍是民主黨。他在2012年首次參選並聯邦眾議員。